# 张汉文
张汉文（1902年—1969年），男，直隶（今河北）高阳人，中国毛纺专家、纺织教育家，曾任天津纺织工学院副院长，第三届全国人大代表。